# Terebra turschi
Terebra turschi is een slakkensoort uit de familie van de Terebridae. De wetenschappelijke naam van de soort is voor het eerst geldig gepubliceerd in 1981 door Bratcher.